# Pfarrkirche Schwadorf

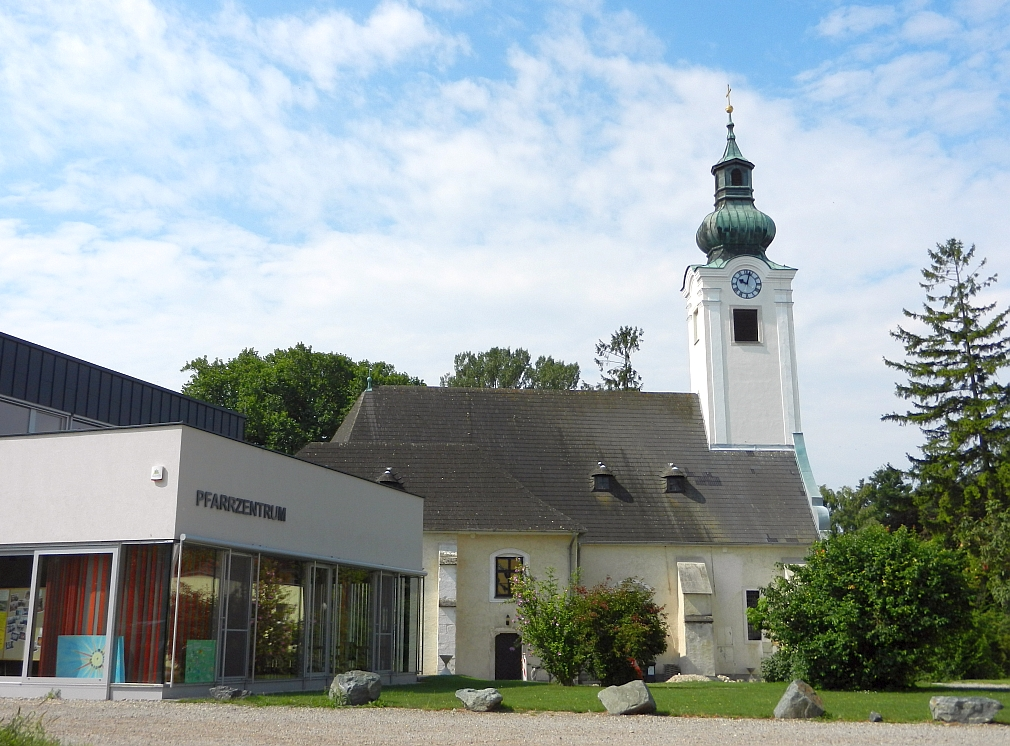
Katholische Pfarrkirche Mariä Himmelfahrt in Schwadorf

Die römisch-katholische Pfarrkirche Schwadorf steht südöstlich des Hauptplatzes in der Marktgemeinde Schwadorf im Bezirk Bruck an der Leitha in Niederösterreich. Die dem Patrozinium Mariä Himmelfahrt unterstellte Pfarrkirche gehört zum Dekanat Schwechat in der Erzdiözese Wien. Die Kirche steht unter Denkmalschutz (Listeneintrag).

## Geschichte
Um 1200 erfolgte eine Pfarrgründung durch das Bistum Passau.
Das ursprünglich romanische Saalraum wurde durch gotische Anbauten zu beiden Seiten zu einem unregelmäßigen dreischiffigen Kirchenbau unter einem Walmdach erweitert. Im Jahr 1629 wurde an der Kirche das südliche Seitenschiff angebaut und die Kirche barockisiert. 1874 war eine Renovierung. Nach einem Erdbeben erfolgte 1927 eine Wiederherstellung. 1963 und 1982 waren Restaurierungen.

## Architektur
Der schlichte Kirchenbau mit einem gotischen Chor hat ein barockes Langhaus mit einem massigen barocken Fassadenturm. Die Kirche ist teils von einer Bruchsteinmauer umgeben.
Die Westfront mit einem Giebelturm um 1724 zwischen Volutenkurven hat eine Lisenengliederung, Rechteckfenster, Uhrengiebel und eine Zwiebelhaube mit Laterne von 1831. Der barock erhöhte Chor hat ostseitig abgemauerte zweibahnige Maßwerklanzettfenster aus dem 14. Jahrhundert. Im Süden gibt es neben dem Langhaus ein Seitenschiff mit einer ehemaligen gotischen Seitenkapelle mit Eckstrebenpfeilern aus dem 15. Jahrhundert. Im Norden steht ein zweigeschoßiger Anbau Sakristei und Oratorium mit gotischen Strebepfeilern und Eckquaderung und einem Schulterportal aus dem Anfang des 16. Jahrhunderts.
Das Kircheninnere zeigt ein niedriges dreijochiges Langhaus unter einem Stichkappentonnengewölbe auf Kämpfergesimsen aus dem Ende des 17. Jahrhunderts. Die dreiachsige Westempore steht auf Pfeilern und hat eine vorgezogene Brüstung mit Putzfelddekor aus der zweiten Hälfte des 18. Jahrhunderts. Der einjochige Chor hat ein Kreuzgratgewölbe und im Polygon ein Stichkappen aus dem Ende des 17. Jahrhunderts. Das südliche Seitenschiff mit Kreuzgratgewölben über flachen Wandvorlagen, der Abschluss in der ehemaligen gotischen Kapelle ein Stichkappengewölbe aus dem Ende des 17. Jahrhunderts.

## Ausstattung
Die Glasmalerei entstand um 1908, im Chor mit den Heiligen Julia, Maria und Anna, im Seitenschiff Maria mit Kind, hl. Agnes, christlichen Symbole und ein Bildnis von Kaiser Franz Joseph I.

## Einrichtung
Der Hochaltar um 1937 trägt einen Tempietto-Tabernakel mit seitlichen Engelsfiguren, er zeigt ein rundbogiges Leinwandbild Mariä Himmelfahrt aus dem Ende des 17. Jahrhunderts vom ehemaligen Hochaltar.
Der schlichte Seitenaltar hat eine Mensaplatte aus dem 16. Jahrhundert und zeigt ein Gnadenbild Mariahilf von 1693. Die Kanzel aus dem Ende des 18. Jahrhunderts hat am Korb ein Relief Apostel Paulus und auf dem Schalldeckel Putten mit den Gesetzestafeln, gegenüber befindet sich ein Oratoriumserker.
Die Orgel baute Franz Ullmann 1860 in einem neobarocken Gehäuse. Eine Glocke wurde 1779 gegossen.

## Grabdenkmäler
Es gibt mehrere Grabplatten im Seitenschiff: Zu Joseph Schreiner 1768, zu Franciscus Leeb 1749, zu Melchior Dosch 1777, zu Petrus Paal 1699, zu Johann Simon Reysinger.